# Lac Gillies (Québec)
Pour les articles homonymes, voir Gillies.
 (septembre 2010).
Si vous disposez d'ouvrages ou d'articles de référence ou si vous connaissez des sites web de qualité traitant du thème abordé ici, merci de compléter l'article en donnant les références utiles à sa vérifiabilité et en les liant à la section « Notes et références ».
Le lac Gillies est un plan d'eau situé à 30 km au nord de Fort-Coulonge, dans la municipalité de Mansfield-et-Pontefract, Pontiac, Québec, Canada. Le lac est relié au nord au lac Galarneau par un ruisseau.
Il est nommé, tout comme le canton du même nom, en l'honneur de David Gillies (1849-1926), député libéral de la circonscription de Pontiac de 1892 à 1908. Dès 1873, il fonde avec ses frères une entreprise d'exploitation de bois dont il a été membre, puis président du bureau de direction, de 1914 à 1926. Ses installations de transformation du bois sont à Breaside, Ontario.